# Gare Dalhousie
Pour les articles homonymes, voir Dalhousie.
La gare Dalhousie ou gare du Pacifique est une ancienne gare ferroviaire du Canadien Pacifique (CP) située à Montréal. 

## Histoire
La gare fut construite de 1883 à 1884 selon les plans de l’architecte anglo-canadien Thomas Charles Sorby (en). Elle sert de lieu de départ, le 28 juin 1886, au premier train de passagers transcontinental du chemin de fer Canadien Pacifique, dont elle constitue le terminus oriental. La gare de passagers est fermée moins de 15 ans après son ouverture, en 1898, à la suite de l'inauguration de la toute nouvelle gare Viger, mais le trafic de marchandises y est maintenu. Rénovée en 1986, la Gare Dalhousie ensuite accueilli l’École nationale de cirque entre 1989 et 2003, et depuis 2004, elle abrite le siège social et les studios de création du Cirque Éloize. Ces espaces, rénovés en 2013, sont devenus un lieu de création, d’échange et de rencontres pour le milieu du cirque et pour les artistes de la relève.

## Patrimoine ferroviaire
Le bâtiment sert d'entrepôt au CP jusqu'en 1929. De 1935 à 1964, l'entreprise Weddel Can Cork Limited loue le bâtiment afin de l'utiliser, elle aussi, comme entrepôt. En 1984, la ville de Montréal acquiert l'édifice et lui fait subir, en 1986, des travaux de restauration importants. 

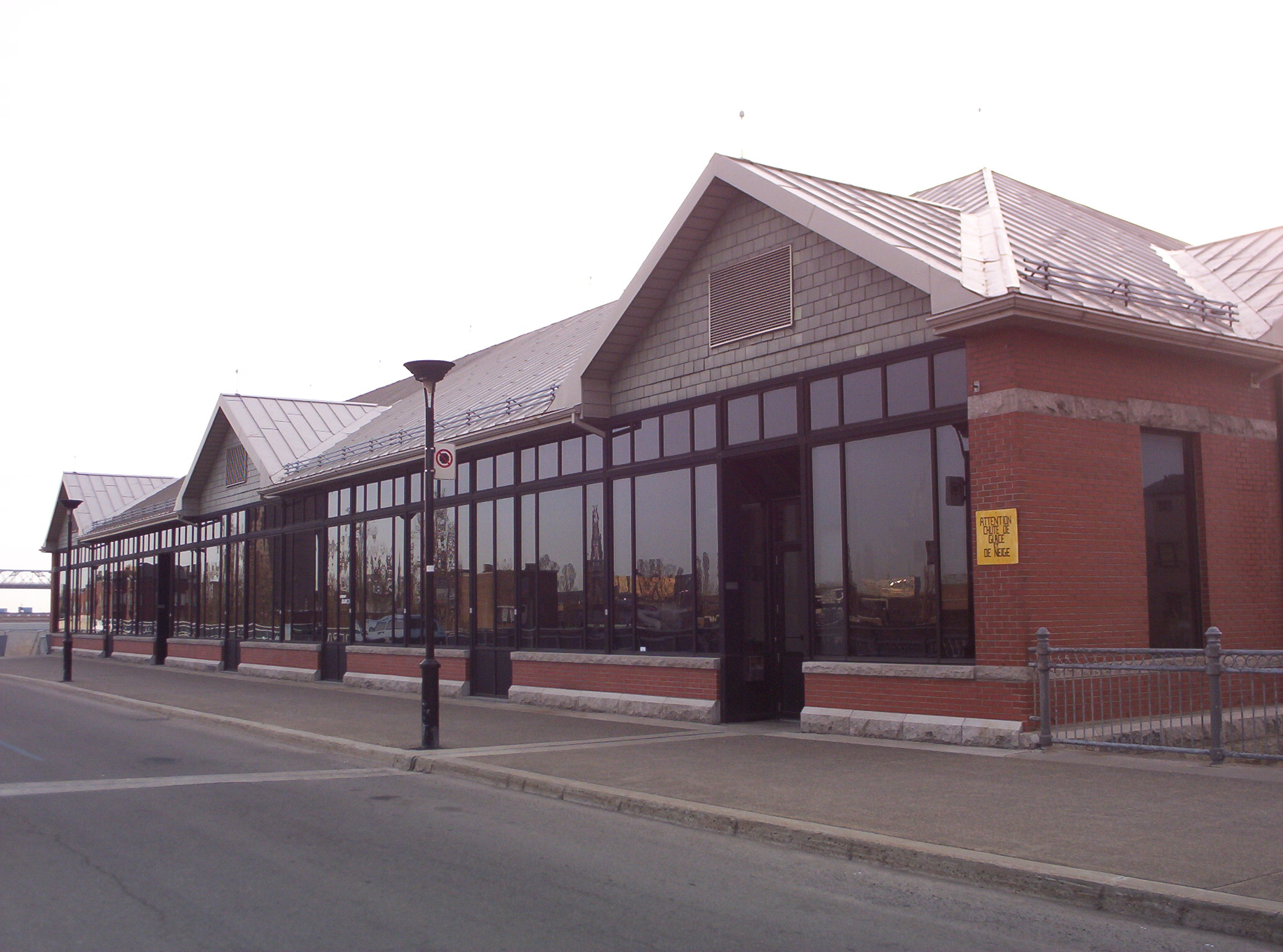
Le bâtiment rénové De la rue Notre-Dame, on ne voit que l'étage.
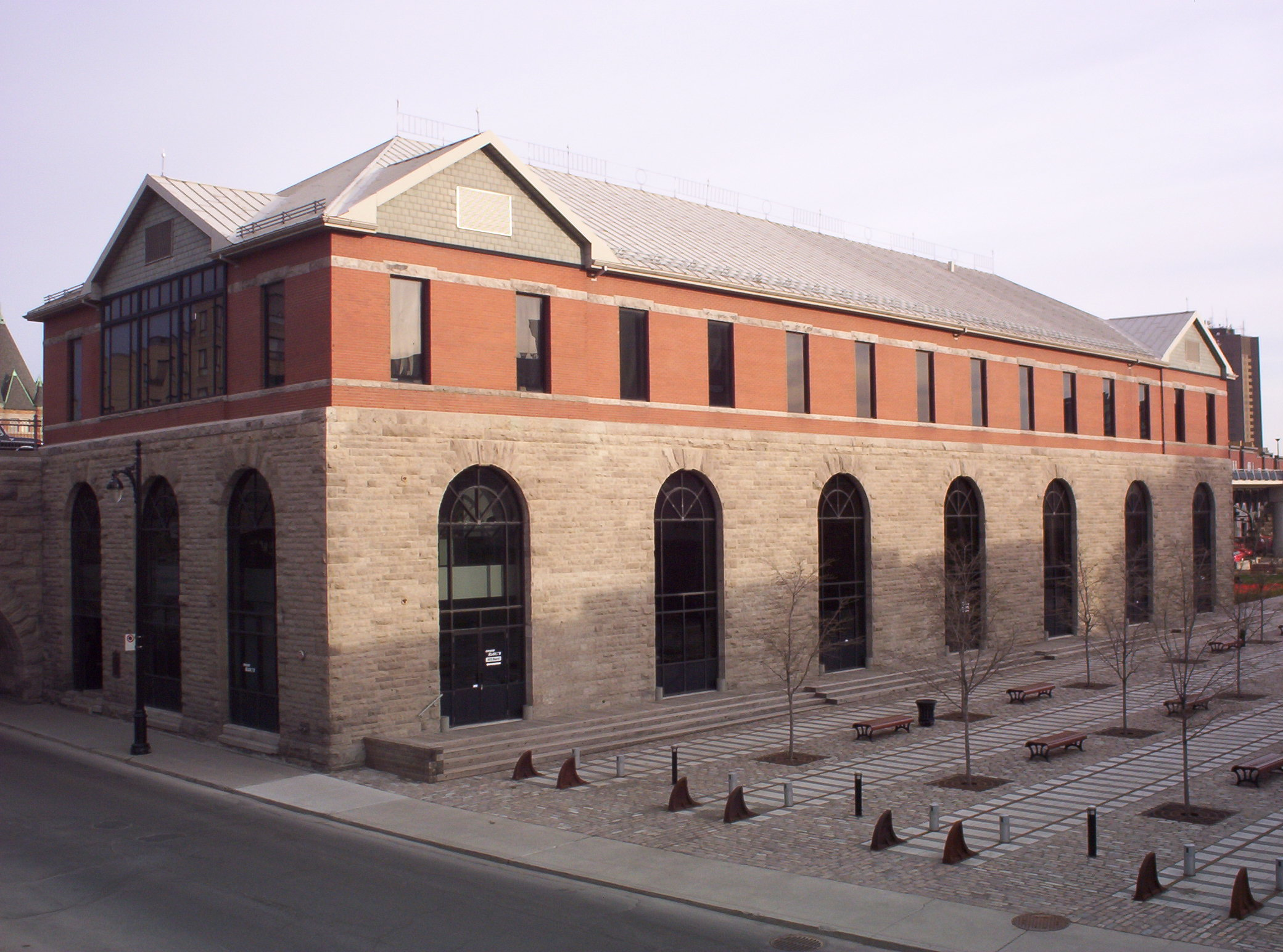
Vue complète du bâtiment du côté du square
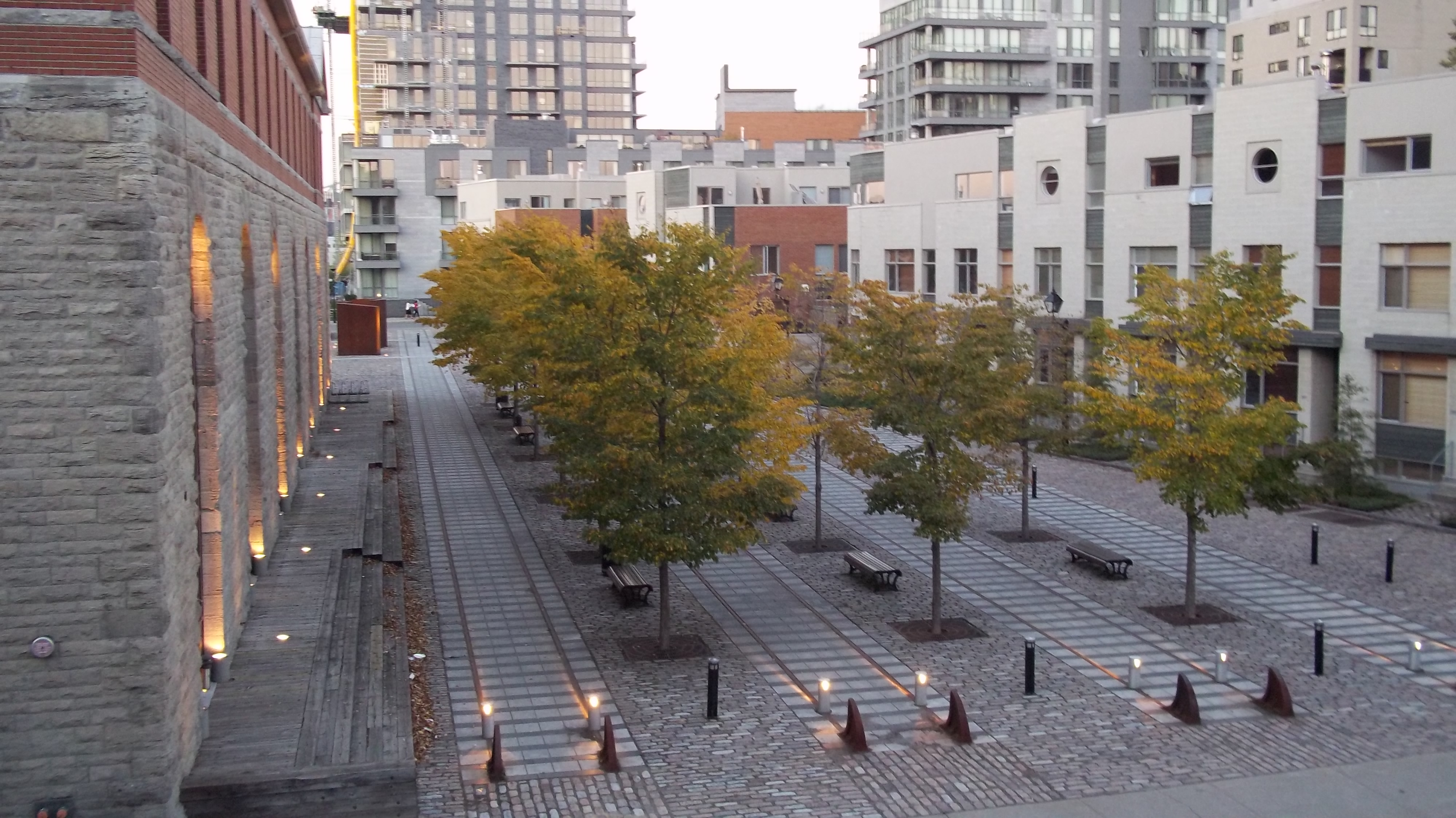
Square Dalhousie à côté la gare
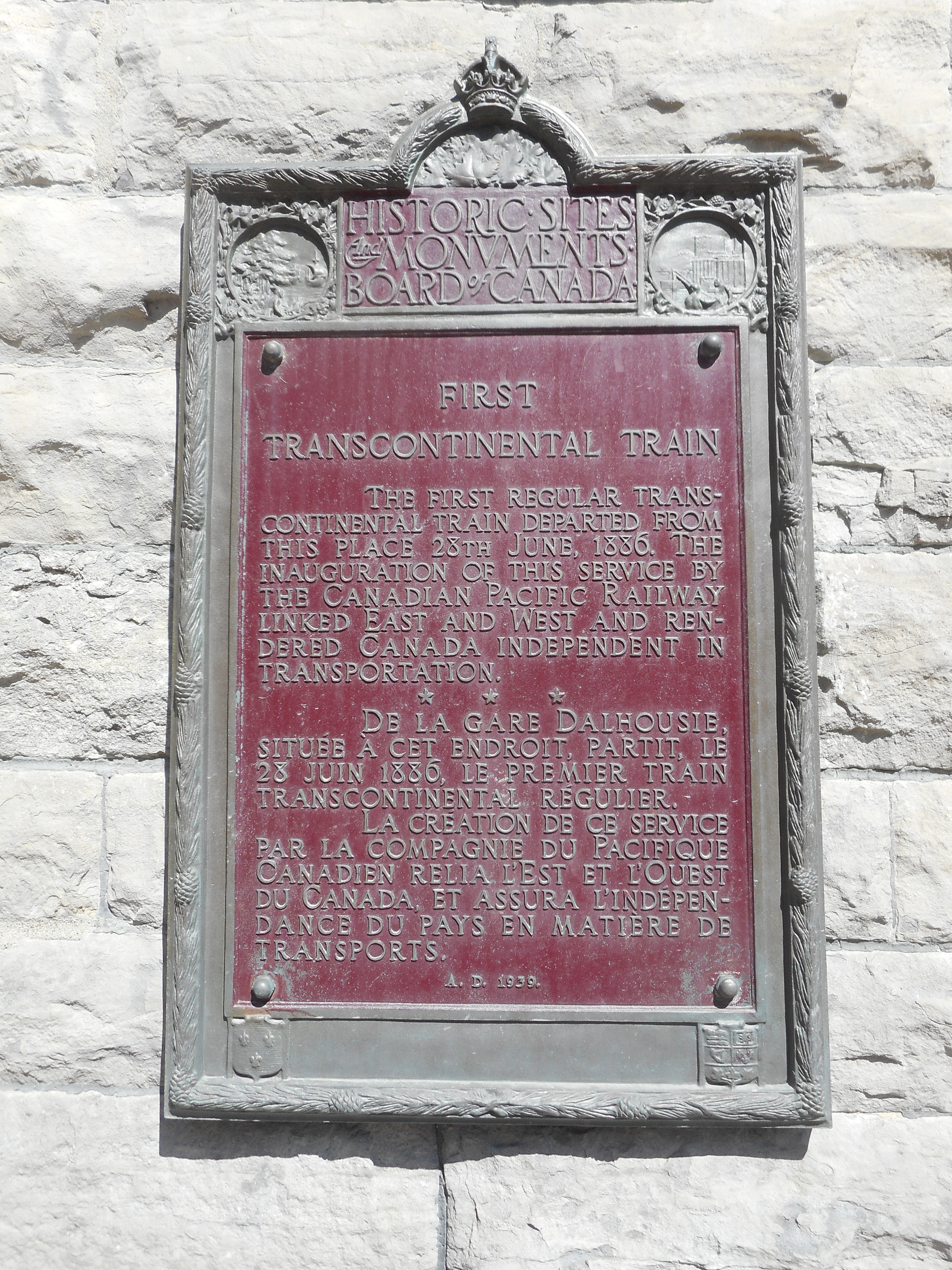
Plaque